# Cmentarz Katolicki w Ełku
Cmentarz Katolicki w Ełku – zabytkowy cmentarz rzymskokatolicki w Ełku założony około połowy XIX wieku. Zlokalizowany przy współczesnej ulicy Pięknej, w momencie założenia znajdował się na obrzeżach miasta. Obecnie mieści się w centralno-południowej części miasta na osiedlu Bogdanowicza w pobliżu ulicy Kilińskiego, będącej częścią głównej arterii komunikacyjnej miasta.
Współcześnie na cmentarzu nie odbywają się żadne pochówki.